# Dariusz Gawin (profesor nauk technicznych)
Dariusz Jerzy Gawin (ur. 1957) – polski profesor nauk technicznych, profesor zwyczajny i prorektor Politechniki Łódzkiej w kadencji 2016–2020, w latach 2008–2016; od 2020 dziekan Wydziału Budownictwa, Architektury i Inżynierii Środowiska Politechniki Łódzkiej.

## Życiorys
W 1981 ukończył studia na kierunku mechanika w Politechnice Gdańskiej. W 1990 na podstawie napisanej pod kierunkiem Piotra Klemma rozprawy pt. Sprzężone procesy transportu masy i energii w ośrodach kapilarno-porowatych otrzymał na Wydziale Mechanicznym Politechniki Łódzkiej stopień naukowy doktora nauk technicznych w dyscyplinie budownictwo w specjalności statyka i dynamika konstrukcji. Na podstawie dorobku naukowego oraz rozprawy pt. Modelowanie sprzężonych zjawisk cieplno-wilgotnościowych w materiałach i elementach budowlanych uzyskał w 2001 na Wydziale Budownictwa, Architektury i Inżynierii Środowiska Politechniki Łódzkiej stopień doktora habilitowanego nauk technicznych w dyscyplinie budownictwo, specjalność fizyka budowli. W 2011 prezydent RP Bronisław Komorowski nadał mu tytuł naukowy profesora nauk technicznych.
Został profesorem zwyczajnym Politechniki Łódzkiej. W latach 2008–2016 pełnił funkcję dziekana Wydziału Budownictwa, Architektury i Inżynierii Środowiska tej uczelni, gdzie objął stanowisko kierownika Katedry Fizyki Budowli i Materiałów Budowlanych. Został prorektorem Politechniki Łódzkiej w kadencji 2016–2020.
Wszedł w skład Komitetu Inżynierii Lądowej i Wodnej Polskiej Akademii Nauk.
W 2002 otrzymał nagrodę im. prof. Wacława Żenczykowskiego. W 2005 został odznaczony Srebrnym Krzyżem Zasługi.